# Усвјати
Усвјати (рус. Усвяты) насељено је место са административним статусом варошице (рус. посёлок городского типа) на западу европског дела Руске Федерације. Налази се на крајњем југу Псковске области и административно припада Усвјатском рејону чији је уједно и административни центар.
Према проценама националне статистичке службе за 2016. у вароши је живело свега 2.717 становника, или око половина од укупне рејонске популације.
Статус насеља урбаног типа, односно варошице носи од 1985. године.

## Географија
Варошица Усвјати налази се на крајњем југу Псковске области, свега неколико километара северније од границе са Белорусијом, и на неких 320 километара југоисточно од града Пскова. Варошица је смештена између два језера, Узмења на западу и Усвјатског језера на истоку, на месту где су оба језера међусобно повезана кратком протоком. На источној периферији вароши у Усвјатско језеро се улива река Усвјача, његова једина и највећа протока.
Кроз варош пролази магистрални друм на релацији Невељ−Усвјати−Велиж−Смоленск, док је на северу повезан са Великим Луакама.

## Историја
У писаним изворима насеље се први пут помиње у летопису из 1021. године у коме књаз Јарослав Мудри уступа књазу полацком Брјачиславу Изјаславичу два града на управу − Висвјач (односно данашњи Усвјати) и Витепск. Године 1245. у близини Усвјатија је књаз Александар Невски до ногу потукао литванску војску. У границе литванске државе први пут доспева 1320. године те је у наредних неколико векова град прелазио из „руке у руку” разних освајача. Коначно, након прве поделе Пољске 1772. улази у састав Руске Империје и у границама руске државе остаје до данашњих дана.
Године 1924. Усвјати постају административним делом Псковске губерније. Три године касније, 1927, успостављен је Усвјатски општински рејон, нижестепена административна јединица тада у саставу Лењинградске области. Две године касније прелази у састав Западне области чије седиште је био град Смоленск, потом 1944. у Великолушку област, и напослетку 1957. у састав Псковске области.
Званичан административни статус варошице (односно насеља полуурбаног типа) добија 1985. године.

## Демографија
Према подацима са пописа становништва 2010. у вароши је живело 2.961 становника, док је према проценама националне статистичке службе за 2016. варошица имала 2.717 становника.
| 1939. | 1959. | 1970. | 1979. | 1989. | 2002. | 2010. | 2015. |
| ----- | ----- | ----- | ----- | ----- | ----- | ----- | ----- |
| 2.948 | ---   | ---   | 2.745 | 3.643 | 3.148 | 2.961 | 2.717 |